# Оговорка по Фрейду
Огово́рка по Фре́йду — обиходное название обмолвки, частный случай явления, описанного З. Фрейдом в исследовании «Психопатология обыденной жизни» (1901). Вместе со всякого рода незначительными описками и машинальными действиями охватывается термином парапра́ксис.
Фрейд предположил, что с виду незначительные и бессмысленные ошибочные действия служат для реализации бессознательных желаний, являясь компромиссными образованиями, создаваемыми соответствующим сознательным намерением и частичным одновременным осуществлением бессознательного желания. Согласно Фрейду, подобные «ошибочные действия» (оговорки, описки и т. д.) имеют место в тех случаях, когда «Оно» начинает превалировать над «Сверх-я» и, как следствие, оказывает решающее влияние на поступки и проявления «Я». Такие ситуации обычно происходят в состоянии психического напряжения либо при быстрой речи или письме. Данный феномен отражает «бессознательное» человека.
Фрейд разделял ошибочные действия на четыре группы:
- оговорки, описки, очитки, ослышки;
- забывание (забывание имён собственных, чужих слов, своих намерений, впечатлений);
- затеривание и запрятывание вещей;
- действия «по ошибке».

Несмотря на кажущуюся их нелепость и невинность, Фрейд отказывал таким действиям в тривиальности, трактуя их как значимое в психологическом плане явление — внешнее проявление неразрешённых бессознательных конфликтов и вытесненных желаний. Как и в сновидениях, Фрейд видел в парапраксисе потенциальную «дорогу» к тайнам бессознательного.
Не все ошибочные действия легко понятны, однако в ходе аналитической работы с пациентом иногда удаётся строить предположения о том, каков именно смысл его, даже самых запутанных, ошибочных действий. А ошибочные действия пациента (например, забывание времени сеанса или оплаты лечения) позволяют аналитику и пациенту получить важные сведения о сопротивлении и переносе.